# Maja Jager
Maja Buskbjerg Jager (Nørre Broby, 22 de diciembre de 1991) es una deportista danesa que compite en tiro con arco, en la modalidad de arco recurvo.
Ganó dos medallas en el Campeonato Mundial de Tiro con Arco al Aire Libre de 2013 y tres medallas en el Campeonato Europeo de Tiro con Arco al Aire Libre entre los años 2014 y 2021. En los Juegos Europeos consiguió dos medallas, plata en Bakú 2015 (individual) y bronce en Minsk 2019(equipo).
Participó en dos Juegos Olímpicos de Verano, en los años 2012 y 2020, ocupando el octavo lugar en Londres 2012, en la prueba por equipo.

## Palmarés internacional
| Campeonato Mundial al Aire Libre | Campeonato Mundial al Aire Libre | Campeonato Mundial al Aire Libre | Campeonato Mundial al Aire Libre |
| Año                              | Lugar                            | Medalla                          | Prueba                           |
| -------------------------------- | -------------------------------- | -------------------------------- | -------------------------------- |
| 2013                             | Belek (Turquía)                  | Medalla de oro                   | Individual                       |
| 2013                             | Belek (Turquía)                  | Medalla de bronce                | Equipo                           |
| Juegos Europeos                  |                                  |                                  |                                  |
| Año                              | Lugar                            | Medalla                          | Prueba                           |
| 2015                             | Bakú (Azerbaiyán)                | Medalla de plata                 | Individual                       |
| 2019                             | Minsk (Bielorrusia)              | Medalla de bronce                | Equipo                           |
| Campeonato Europeo al Aire Libre |                                  |                                  |                                  |
| Año                              | Lugar                            | Medalla                          | Prueba                           |
| 2014                             | Echmiadzin (Armenia)             | Medalla de plata                 | Equipo mixto                     |
| 2018                             | Legnica (Polonia)                | Medalla de plata                 | Individual                       |
| 2021                             | Antalya (Turquía)                | Medalla de bronce                | Equipo                           |